# Пату, Жан
Жан Пату (фр. Jean Patou; 27 сентября 1887 — 8 марта 1936) — французский модельер
 и основатель модного бренда Patou.

## Биография
Жан Пату родился в Париже, Франция, в 1887 году. Семейным бизнесом Пату были дубление и меха. Жан работал со своим дядей в Нормандии. В 1910 году он переехал в Париж, чтобы стать кутюрье.
В 1912 году Пату открыл небольшой швейный салон под названием Maison Parry. Вся его коллекция 1914 года была раскуплена одним американским покупателем. Он был вынужден прервать свою работу, когда наступила Первая мировая война. Пату был мобилизован в армию августе 1914 года, вскоре после немецкого вторжения в Бельгию, и служил капитаном в одном из зуавских полков. Вновь открыв свой кутюрный дом в 1919 году, он стал известен тем, что уничтожил образ флэпперов, удлинив юбку и разработав спортивную одежду для женщин, Пату считается изобретателем вязаных купальников и теннисной юбки. Он разработал дерзкую теннисную одежду без рукавов и с вырезом до колен для Сюзанны Ленглен. Он также был первым дизайнером, который популяризировал кардиган и создавал моду с учётом естественности и удобства.
Жану Пату приписывают изобретение галстука для мужчин в 1920-х годах. Коллекция галстуков, изготовленная из той же ткани, что и женская коллекция платьев, была выставлена в универмагах рядом с парфюмерным прилавком Пату. Дизайнерский стиль галстука всё ещё известен среди современных модельеров, таких как Луи Феро, Тимоти Эверест, Дюшан, Пол Смит и Патрик Макмюррей.
В 1925 году Пату открыл свой парфюмерный бизнес с тремя ароматами, созданными Анри Альмерасом. В 1928 году Жан Пату создал первый лосьон для загара под названием Huile de Chaldée.
Когда во время Великой депрессии в 1929 году рухнул фондовый рынок, то же самое случилось и с индустрией высокой моды, но Жану Пату удалось сохранить модный дом благодаря своим ароматам.
Самый известный из ароматов Пату — это Joy, цветочный аромат, базовыми нотами которого являются роза и жасмин, он оставался самым дорогим парфюмом в мире, пока дом Пату не представил аромат 1000 в 1972 году. До аромата Joy Дом Пату выпускал множество других духов, многие из которых предназначались для празднования определённых событий.
Пату умер в 1936 году. Его сестра Мадлен и её муж Раймон Барбас продолжили род Пату.
Дизайнерами модного дома Пату были Марк Боан (1954—1956), Карл Лагерфельд (1960—1963) и Жан Поль Готье (1971—1973). Кристиан Лакруа присоединился к бренду в 1981 году. Последняя модная коллекция House of Patou, была выпущена в 1987 году.
После закрытия «haute couture» компания продолжила выпускать ароматы под брендом Jean Patou. Она производила ароматы для Lacoste, когда Дом приобрел лицензию в 1960-х годах, и Ёдзи Ямамото в 1990-х годах.
С 1967 по 1999 год Жан Керлео являлся парфюмером модного дома Пату, он разработал за это время такие ароматы, как 1000 (1972), Sublime (1992), Patou Pour Homme (1980).
В 1984 году Жан Керлео был ответственен за переиздание двенадцати ароматов Пату с 1925—1964 годов в серии под названием Ma Collection, включая первые ароматы, созданные для Дома в 1925 году, трио Amour-Amour, Que sais-je? и Adieu Sagesse. Серия продавалась во флаконах по образцу оригиналов Луи Сюэ.
Керлео покинул свой пост в 1999 году, назначив Жан-Мишеля Дюрие на свое место. Среди творений Дюрие — Un Amour de Patou (1998), Enjoy (2003) и Sira des Indes (2006).
В 2000 году аромат Joy был признан «ароматом века» на церемонии вручения премии FiFi Awards, обойдя своего конкурента Chanel No. 5.
В 2001 году модный дом Пату был выкуплен компанией P&G Prestige Beaute, подразделением компании Procter & Gamble.
В 2011 году модный дом Пату был приобретен британской фирмой Designer Parfums Ltd. Томас Фонтейн стал парфюмером дома.